# Mitsubishi Ki-46
Chiếc Mitsubishi Ki-46 là một kiểu máy bay trinh sát hai động cơ được Lục quân Đế quốc Nhật Bản sử dụng trong Thế Chiến II. Lục quân đặt tên nó là "Máy bay Trinh sát Chỉ huy Kiểu 100" (百式司令部偵察機); trong khi phe Đồng Minh đặt tên mã là "Dinah". Chiếc máy bay này được sử dụng trước tiên trong Lục quân Nhật Bản tại Mãn Châu và Trung Hoa, nơi có bảy đơn vị được trang bị nó, và thỉnh thoảng cũng được Hải quân Đế quốc Nhật Bản sử dụng trong một số phi vụ trinh sát tại vùng duyên hải phía bắc Australia và Tân Guinea. Các xưởng của Mitsubishi đã chế tạo tổng cộng 1.742 chiếc thuộc tất cả các phiên bản từ I đến IV trong khoảng thời gian giữa những năm 1941-1944.
Lục quân Nhật cũng sử dụng máy bay này trong những phi vụ như trên (bất hợp pháp) tại khu vực Malaya (Malaysia ngày nay) trong những tháng trước khi xảy ra Chiến tranh Thái Bình Dương. Sau đó nó được sử dụng tại Miến Điện, Đông Dương và Thái Lan cũng như trong các chiến dịch tại khu vực Ấn Độ Dương.
Trong giai đoạn 1944-45, trong những ngày cuối cùng của chiến tranh, nó được cải tiến thành kiểu máy bay tiêm kích đánh chặn tầm cao, trang bị hai pháo 20 mm trước mũi và một pháo 37 mm hướng ra phía trước và lên trên, giống như cách bố trí trên chiếc máy bay tiêm kích bay đêm Schrage Musik của Không quân Đức, để chống lại những chiếc B-29 Superfortress của Không lực Lục quân Hoa Kỳ trên các đảo chính quốc Nhật Bản. Tuy nhiên, nó thiếu sự ổn định cần thiết để nhắm bắn pháo 37 mm, vỏ giáp yếu kém, và tốc độ lên cao chậm.
Ki-46 được trang bị cho hai Sentai (phi đoàn/liên đoàn) trọn vẹn, cũng như cho Chutaicho (phi đội) độc lập của Lục quân Nhật trong Chiến tranh Thái Bình Dương.
Trong và sau chiến tranh Hoa Kỳ chiếm được một số máy bay dùng để đánh giá tính năng bay.

## Các phiên bản
Ki-46Chiếc nguyên mẫu.
Ki-46 I Kiểu 100Phiên bản trinh sát của Kiểu Lục quân 100 (Mark I).
Ki-46 II (Mark 2)Kiểu hoạt động đầu tiên.
Ki-46 II KAIPhiên bản huấn luyện ba chỗ ngồi cải tiến từ Ki-46 II của Kiểu Lục quân 100. Sử dụng trong huấn luyện điện báo và hoa tiêu, với buồng lái được thiết kế lại, lưng được kéo dài thành bậc.
Ki-46 IIIChiếc nguyên mẫu.
Ki-46 IIIPhiên bản trinh sát của Kiểu Lục quân 100 (Mark 3).
Ki-46 IIIKAI Phiên bản tiêm kích đánh chặn phòng thủ của Kiểu Lục quân 100. Trang bị hai pháo 20 mm trước mũi và một pháo 37 mm theo kiểu "Schräge Musik".
Ki-46 IIIPhiên bản tấn công mặt đất của Kiểu Lục quân 100, không có pháo 37 mm.
ki-46 IIIbPhiên bản tấn công mặt đất.
Ki-46 IIIcKhông được chế tạo.
Ki-46 IVChiếc nguyên mẫu, trang bị hai động cơ Mitsubishi Ha-112-II RU 1.500 mã lực (1.119 kW) có tăng áp, dự trữ nhiên liệu nhiều hơn.
Ki-46 IVa/bPhiên bản trinh sát/tiêm kích. Không được chế tạo.

## Các nước sử dụng
Nhật Bản
- Không lực Lục quân Đế quốc Nhật Bản
- Hải quân Đế quốc Nhật Bản

 Trung Quốc
- Không quân Giải phóng quân Trung Quốc

 Hoa Kỳ
- Sử dụng một số máy bay chiếm được để thử nghiệm.

## Đặc điểm kỹ thuật (Ki-46-II)

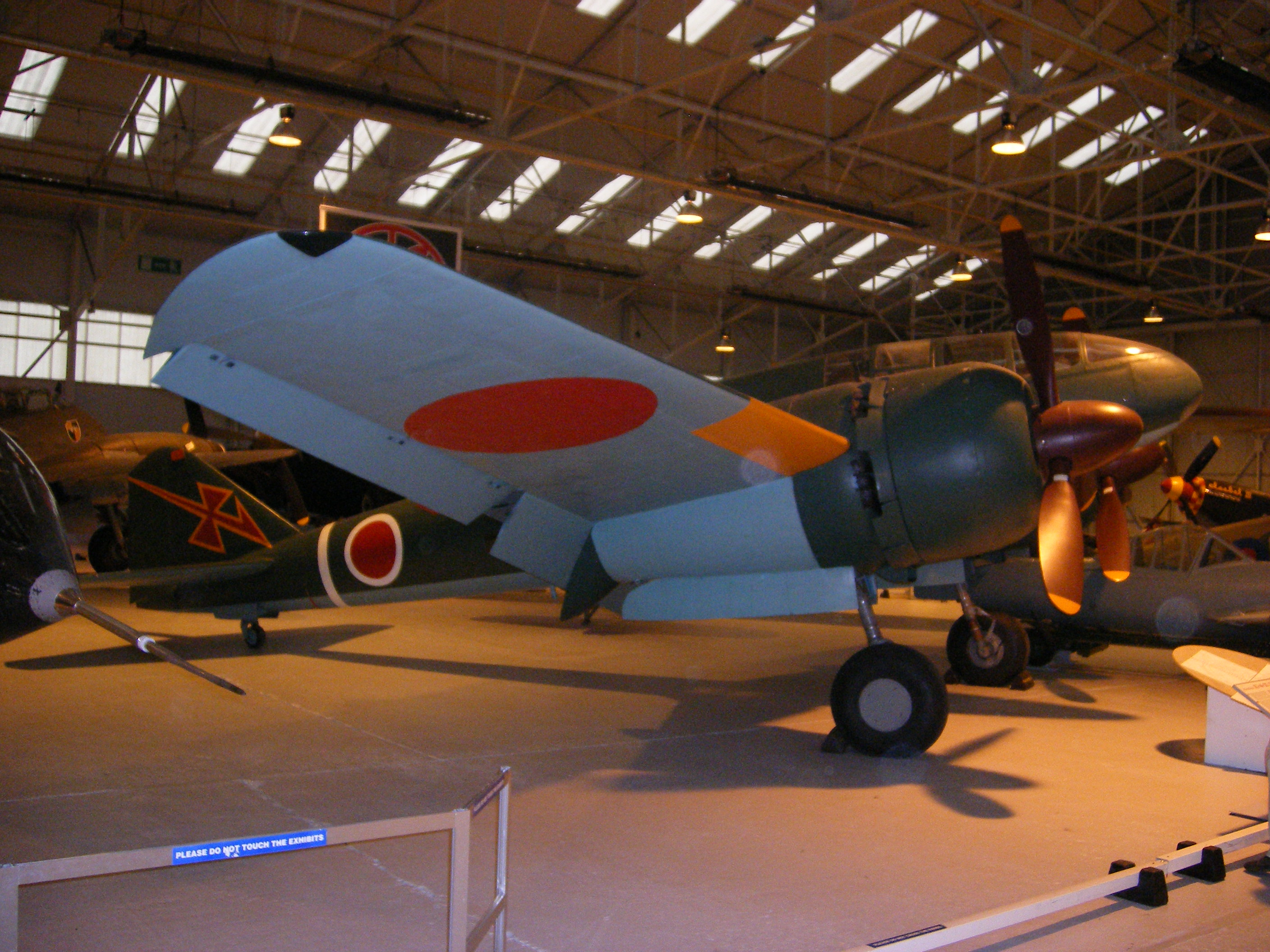
Ki-46-II Kiểu 100, tại Bảo tàng Không quân Hoàng gia Anh ở Cosford.

### Đặc tính chung
- Đội bay: 02 người (phi công và trinh sát viên)
- Chiều dài: 11,00 m (36 ft 1 in)
- Sải cánh: 14,70 m (48 ft 3 in)
- Chiều cao: 3,88 m (12 ft 9 in)
- Diện tích bề mặt cánh: 32,0 m² (344 ft²)
- Trọng lượng không tải: 3.830 kg (8.444 lb)
- Trọng lượng cất cánh tối đa: 6.500 kg (14.330 lb)
- Động cơ: 2 x động cơ Mitsubishi Ha-102 14-xy lanh bố trí hình tròn, công suất 1.080 mã lực (807 kW) mỗi động cơ

### Đặc tính bay
- Tốc độ lớn nhất: 604 km/h (375 mph)
- Tầm bay tối đa: 4.000 km (2.485 mi)
- Trần bay: 10.000 m (32.800 ft)

### Vũ khí
- 1 x súng máy 7,7 mm bắn ra phía sau

## Nội dung liên quan

### Trình tự thiết kế
Ki-43 - Ki-44 - Ki-45 - Ki-46 - Ki-47 - Ki-48 - Ki-49

### Danh sách liên quan
- Danh sách máy bay chiến đấu
- Danh sách máy bay quân sự Nhật Bản
- Danh sách máy bay trong Chiến tranh Thế giới II